# 惠柳新
惠柳新，CBE（1924年6月12日—2024年5月22日），英國殖民地官員，曾任市政事務署長、運輸署署長、元朗及大埔理民官等職。

## 生平

### 早年生活
惠柳新於1924年6月在美屬菲律賓馬尼拉出生，其後於六歲時返回英國居住，之後在牛津大學青銅鼻學院就讀，獲文學碩士銜。其後，英國政府給予數處英聯邦的地區予他選擇，因他喜歡近海的生活，所以選擇到香港工作。1948年12月，惠柳新赴港以官學生（Cadet Officer）身份加入香港政府，並隨即在大埔理民府工作。1950年7月，改任華民政務司署的助理華民政務司，但旋即在兩個月後調任大埔理民官一職。

### 理民府
1951年6月，惠柳新改到輔政司署任助理輔政司。1953年9月，他再度被派遣至理民府工作，任元朗理民官。在任期間，他關注當地村民的生活困難，包括在林錦公路通車後，初期巴士班次疏落的問題；以及博愛醫院發展、增設健康院及拆遷安排等民生訴求。1955年3月，正當惠柳新離任之時，屬元朗經濟核心的元朗墟商會改選出現新舊派的競爭，其後演變成互相發出律師信及爭拗章程的改選風波，惠柳新因此出面調停。

### 中期官職生涯
其後，惠柳新於1955年4月返回輔政司署任職助理輔政司，並於翌月改任助理防衛司。1958年4月，任市政事務署副署長。任職期間，他經常巡視香港各區的街市，聽取商戶對改善街市運作及小販管理隊執勤的意見。期間，他在1959年7月晉升為高級政務官，並於1961年8月再成為首長級丙級政務官。1962年11月，他升任副華民政務司，並於1964年9月改任徙置事務處助理處長，1966年12月離任返英度假。
1967年4月，他晉升為首長級乙二級政務官，並隨即於兩個月後出任市政事務署副署長。期間，他主要巡視市政工作及出席典禮，包括慰問洗街工人、主持新設施及學校典禮等。在1969年7月至9月期間，由於時任市政事務署長阿力山大（David Richard Watson Alexander）離港，他曾一度晉身為立法局官守議員。任職期間，他曾答覆議員對墳場墓地短缺、公屋空置及家庭模式變化、非法流動熟食小販提出的問題，以及提出將新落成的長沙灣屠場納入《1968年屠宰場附則》管轄的動議。1970年6月，惠柳新晉升為首長級乙一級政務官，並於同年10月出任副防衛司。

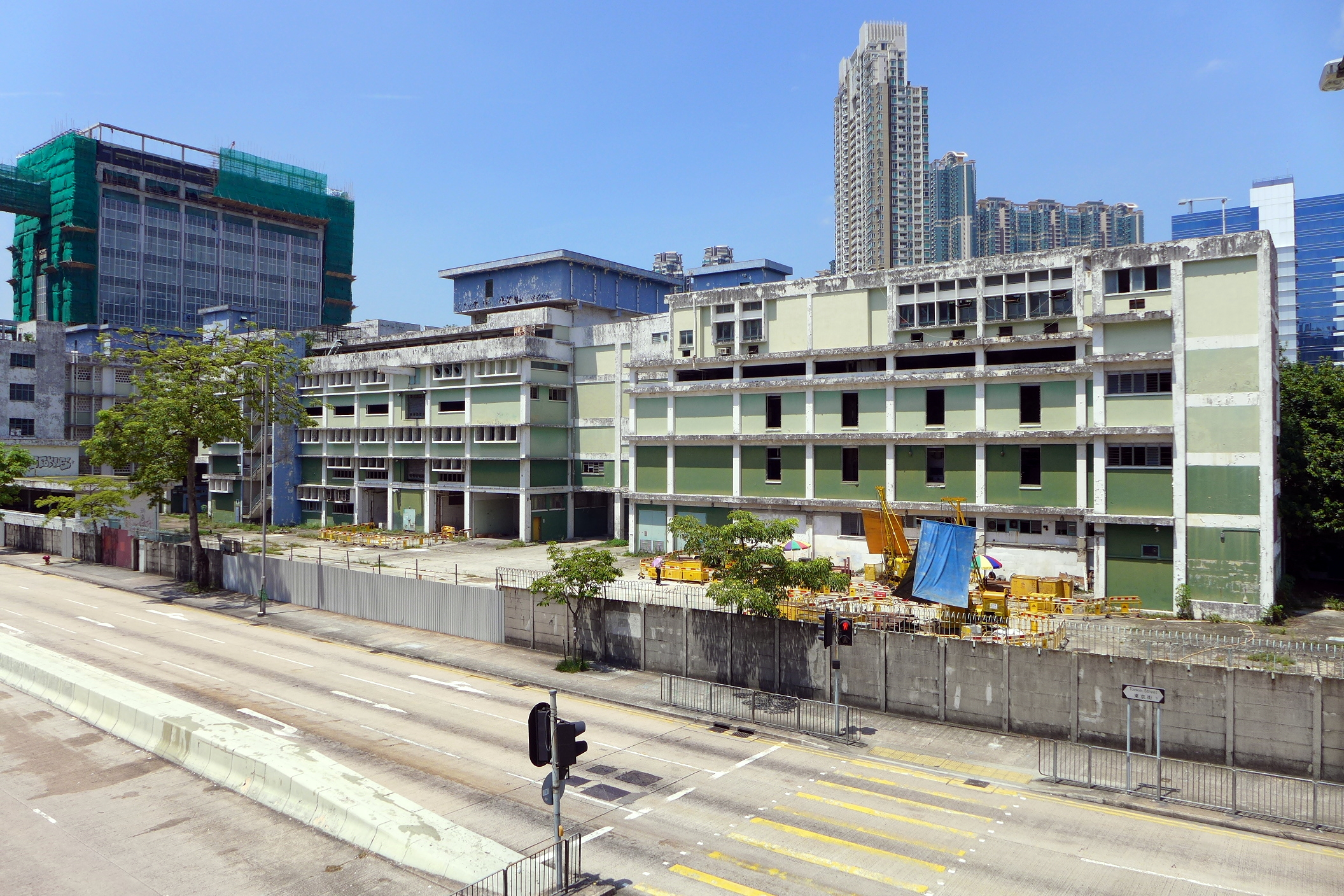
長沙灣屠場在惠柳新任市政事務署副署長期間落成，專責提供九龍半島的鮮肉供應

### 運輸署署長
1971年11月，他出任交通事務處處長（1974年1月改稱運輸署）。在任交通處期間，他負責主理各式各樣的交通問題，包括交通擠塞、地鐵建造計劃、以及巴士與的士的經營問題。惠柳新在任期間，曾多次警告交通擠塞問題將會在欠缺改革政策下急速惡化。
同時，在任運輸署三年間，他以作風強硬聞名，經常將不少拖延已久，而且具爭議性及破格的交通改革政策提上檯面討論。就任初期，他曾提出的增加的士牌照數量、削減機場的士及停止發出巴士司機教師牌照。自其就任後，他多次提出政府必須要以限制車輛數量，包括限制發出私家車牌照數量，作為解決交通擠塞的手段。1973年，他進一步認為港府應嚴格限制汽車經過城市的核心區域，並推廣高運量的公共交通工具取代汽車。然則，該等手法至今仍未能落實，但在香港則持續地引起討論。1973年年中，港府發表《交通政策綠皮書》，惠柳新認為市民應藉此提供對交通問題的意見，加強政府徵集民意的能力。同時，他批評港府政出多門和行政緩慢的弊病，以致他無法實行有效的交通改革，包括提升驗車進度及交通處欠缺職權監察車輛狀況，對道路安全造成影響。

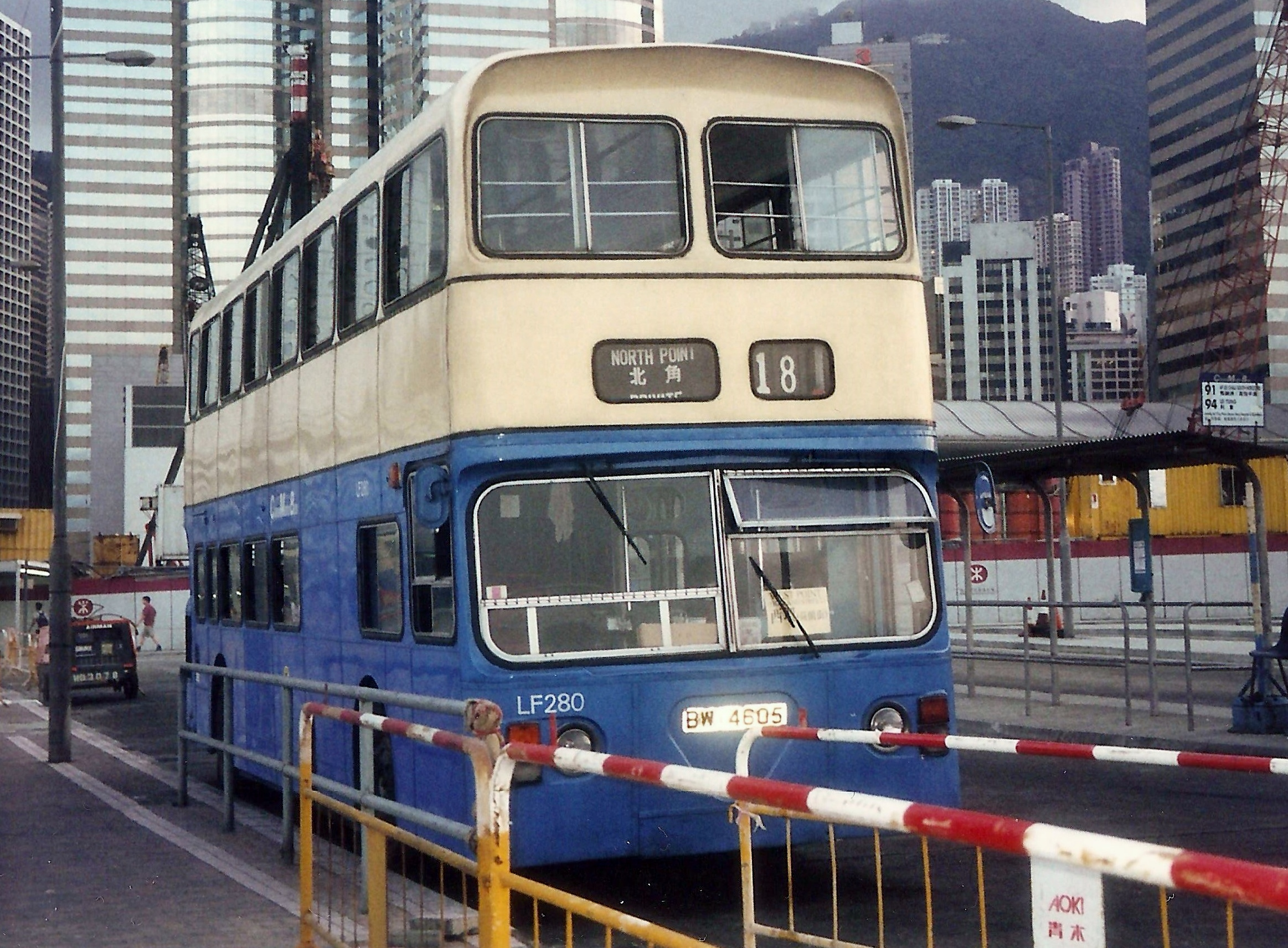
中華汽車旗下的巴士

1973年，香港兩間專營巴士公司中巴及九巴的專營權屆滿，須討論續約問題。惠柳新因認為香港巴士的服務，若缺少外部的交通管理專家加入管理，將無法取得進步。因此，他提出邀請英國顧問公司插手巴士公司經營，以兩巴是否接納此改革建議作為續約的考量。結果，此舉逼使兩巴召開聯席會議商討對策。同年，他推行禁止大嶼山車輛增長的政策，並指出不能容忍繼續有更多車輛出現在險峻的大嶼山道路，他必須堅持這項原則。翌年，他解釋推行此政策的目的，乃是兩巴的服務質素不變，將無法吸引市民改用公共交通工具，因而令擠塞問題裹足不前。同時，他嚴厲批評兩巴著重股東利益多於市民利益的做法，令兩巴曾表示對他的反感。然則，九巴在同年終委託麥健時公司對該公司進行審視，亦釐清了九巴對改善服務的努力。
在小巴及的士問題上，惠柳新在1973年9月於中區推行擴大小巴禁區政策以減低擠塞問題。結果，他曾因此被小巴業界人士威脅要燒毀其住所，以及展開罷駛行動作抗議。在的士加價問題方面，惠柳新曾於1972年及1974年兩度接獲的士從業員工會要求加價的申請。然則，惠柳新認為的士行業獲利甚豐，因此拒絕他們的加價申請。1974年，惠柳新更否認收到的士團體的加價申請書，直接忽略他們的加價要求。
其施政風格亦一如既往，喜愛親自體驗需處理的社會問題，包括曾乘搭擠迫的巴士往返山頂的私邸，以感受交通擠塞的問題。在管理交通處方面，1972年的《工商日報》報道指出，惠柳新的人事作風強硬，並重視政策革新。因此，他曾展開內部人事調查以整肅部門運作，革除績效不佳的員工。《工商晚報》更以頭版大字標題「惠柳新大展鴻圖之際 手下大將紛紛掛冠」，形容惠柳新對交通處造成的震撼。
1973年5月，惠柳新晉升為首長級甲級政務官。1974年12月，惠柳新離任運輸署署長一職，職務由麥法誠接任。

#### 運輸署總部鬧鬼事件

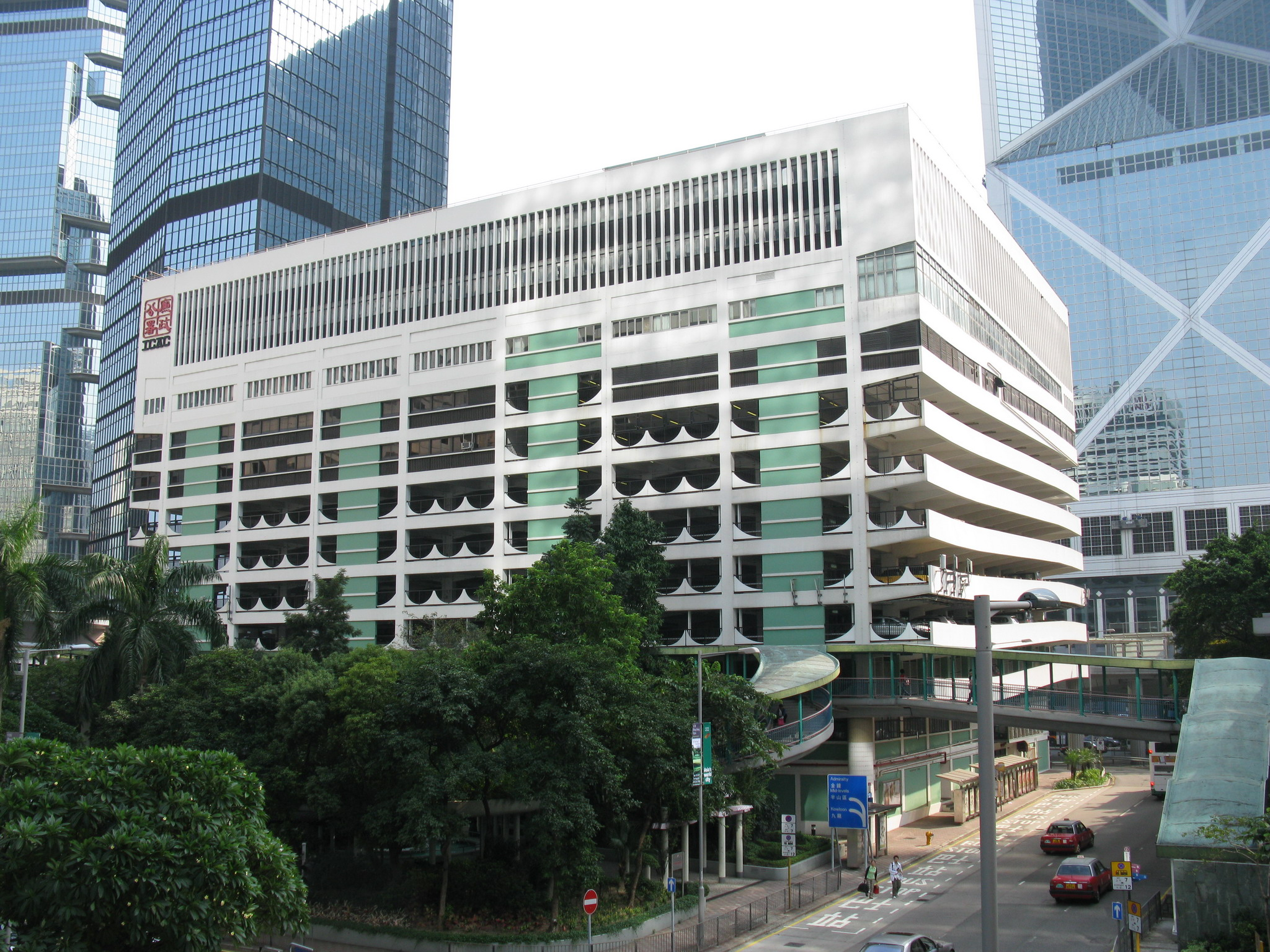
美利道停車場大廈

自運輸署總部遷入中環美利道2號美利道停車場大廈後，該署的職員一直指出有鬧鬼事件發生，包括有怪聲傳出及在女廁內有女子哭聲。因此，惠柳新於1974年2月親自邀請香港佛教聯合會的高僧，赴大廈作法超渡亡靈。他更親自拈香禮佛及靜觀法事進行。由於政府部門驅鬼之事屬非常罕見，因此此事件在當時獲主要傳媒報道，而亦需要需動用公帑作法事，因而存有相關的檔案紀錄。

### 市政事務署長
1975年3月，惠柳新改任市政事務署長，其任期長達八年。在任期間，他兼任古物諮詢委員會主席，負責與保育文物有關的事宜，包括在1977年處理保留尖沙咀鐘樓及在萬宜水庫出土的明代古物，1979年將東涌炮台列入法定古蹟等。然則，他在1981年中指出，港府和發展商為求發展的態度，往往令具歷史價值的古蹟被犧牲。同時，古諮會欠缺實權亦令該會在成立四年後，仍未能推動任何一座私人建築成為法定古蹟。
1978年末，惠柳新曾一度決定於任期在1979年屆滿後退休，遺缺亦預定由華樂庭接任。但他受職工團體積極挽留，最終決定延任。1979年10月，他晉升為司級官員。

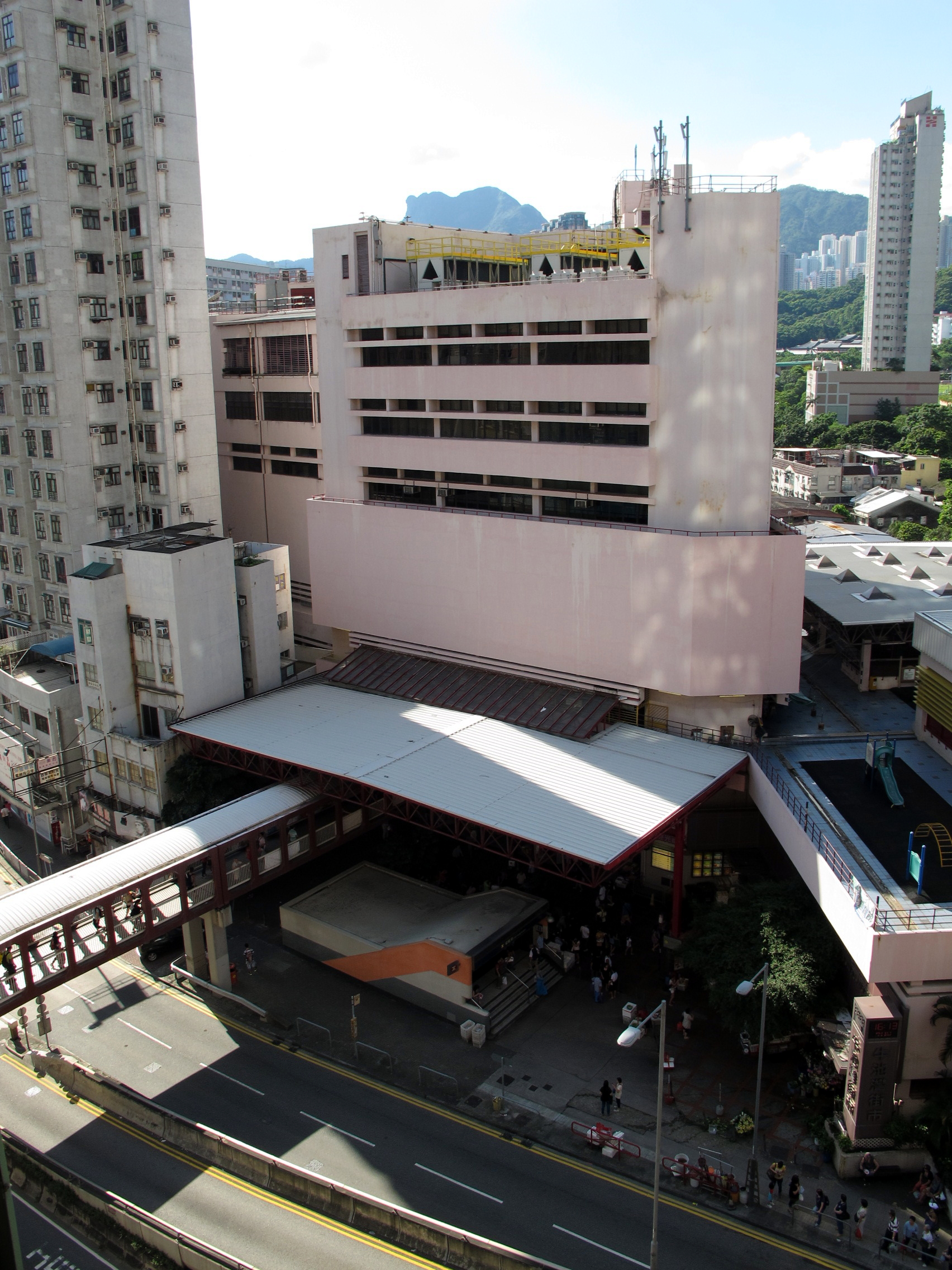
牛池灣市政大廈為惠柳新任滿前最新落成的市政大廈

另外，他在市政事務署長任內亦積極推行與市政有關的政策，包括在新界各地開設圖書館、在荃灣、沙田及屯門推行建設大會堂的計劃，以及設立更多文康場地。1977年，他加強對經營無牌食肆的刑罰，以保障公共衛生。1981年起，他推行重整小販計劃，以建設市政大廈的形式，將原有的街頭小販遷入，讓他們繼續維持生計。
1983年6月，惠柳新因任期屆滿而離任，遺缺由班禮士接任。此後，他返回英國逗留約一個月後，前往澳洲西岸展開退休生活。

## 榮譽
- 大英帝國司令勳章（C.B.E.） （1977年）[2]